# Alexander Thieme
Alexander Thieme (Karl-Marx-Stadt, 13 gennaio 1954 – Jahnsdorf, 29 novembre 2016) è stato un velocista tedesco.

## Biografia
Alle Olimpiadi di Montréal 1976 conquistò la medaglia d'argento con la staffetta 4×100 della Germania Est insieme ai connazionali Manfred Kokot, Jorg Pfeifer e Klaus-Dieter Kurrat, correndo in ultima frazione. Nella stessa Olimpiade gareggiò anche nella competizione individuale dei 100 metri dove fu eliminato in semifinale.
Con la staffetta 4×100 ottenne altri secondi posti nella Coppa del mondo del 1977, ai Campionati europei del 1978 e nella Coppa Europa del 1979.

## Palmarès
| Anno | Manifestazione  | Sede     | Evento      | Risultato | Prestazione | Note |
| ---- | --------------- | -------- | ----------- | --------- | ----------- | ---- |
| 1976 | Giochi olimpici | Montréal | 4×100 metri | Argento   | 38"66       |      |
| 1978 | Europei         | Praga    | 4×100 metri | Argento   | 38"78       |      |

## Altre competizioni internazionali
1975
- Coppa Europa di atletica leggera ( Nizza)

1977
- Coppa Europa di atletica leggera ( Helsinki)
- Argento in Coppa del mondo ( Düsseldorf), 4×100 m - 38"57

1979
- Coppa Europa di atletica leggera ( Torino)